# Force India VJM11
Force India VJM11 je bolid indijske momčadi Sahara Force India F1 Team u Formuli 1.

## Dizajn bolida

### Motor
- Naziv: Mercedes AMG F1 M09 EQ Power+
- Prizvođač: Mercedes AMG High Performance Powertrains
- Težina: 145 kilograma
- Zapremnina: 1,6 litara
- Broj cilindara: 6
- Broj ventila: 24
- V kut: 90°
- Maksimalni broj obrtaja u minuti: 15.000
- Maksimalni protok goriva: 100kg/h
- Elementi motora: Motor s unutarnjim izgaranjem, turbopunjač, MGU-K, MGU-H, spremnik energije i kontrolna jedinica.

### Mjenjač i gume
Momčad je koristila BBS felge i Pirellijeve gume (Pirelli P Zero - Pirelli Cinturato), te Mercedes-AMG poluautomatski mjenjač s 8 brzina i jednom brzinom unatrag.

## Sezona 2018.

### Rezultati
| Vozač        | Grid / Utrka | AUS | BAH | KIN | AZE  | ŠPA | MON | KAN | FRA | AUT | VBR | NJE | MAĐ | BEL | ITA | SIN | RUS | JAP | SAD | MEK | BRA | ABU |
| ------------ | ------------ | --- | --- | --- | ---- | --- | --- | --- | --- | --- | --- | --- | --- | --- | --- | --- | --- | --- | --- | --- | --- | --- |
| Sergio Pérez | Startni grid | 12. | 12. | 8.  | 8.   |     |     |     |     |     |     |     |     |     |     |     |     |     |     |     |     |     |
| Sergio Pérez | Utrka        | 11. | 16. | 12. | 3.   |     |     |     |     |     |     |     |     |     |     |     |     |     |     |     |     |     |
| Esteban Ocon | Startni grid | 14. | 8.  | 12. | 7.   |     |     |     |     |     |     |     |     |     |     |     |     |     |     |     |     |     |
| Esteban Ocon | Utrka        | 12. | 10. | 11. | Odu. |     |     |     |     |     |     |     |     |     |     |     |     |     |     |     |     |     |

### Plasman
| Poz. | Vozač                | Bodovi |
| ---- | -------------------- | ------ |
| 9.   | Sergio Pérez         | 15     |
| 17.  | Esteban Ocon         | 1      |
| Poz. | Konstruktor          | Bodovi |
| 6.   | Force India-Mercedes | 16     |